# 앙졸라

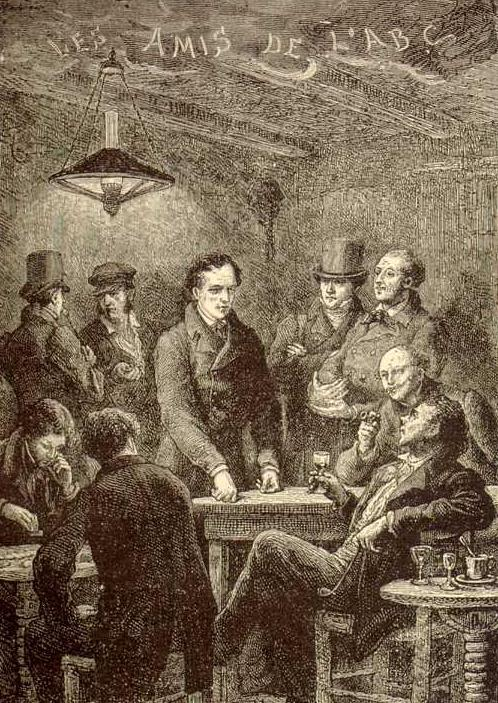
ABC의 친구들 회합의 앙졸라

앙졸라(Enjolras)는 빅토르 위고의 소설 《레 미제라블》의 등장인물이다.
소설에서 앙졸라는 혁명 모임인 'ABC의 친구들'의 지도자로 등장하며, 공화정과 진보적 생각을 옹호하는 인물로 나온다. 파리 시내에서 봉기가 일어나자 앙졸라는 봉기를 주도했지만, 봉기는 실패로 돌아갔다. 앙졸라와 동료들은 이후 총살당했다.